# Steve Karras
Steve Karras (* 1970) je americký filmový režisér, historik a hudebník. Studoval filmovou komunikaci na University of Wisconsin–Madison. Pracoval na různých televizních reklamách, hudebních videoklipech, ale také celovečerních filmech. V roce 2005 natočil dokumentární film s názvem About Face: The Story of the Jewish Refugee Soldiers of World War II. Ten vypráví příběh Židů, kteří uprchli z nacistického Německa. Autorem hudby k filmu byl velšský hudebník John Cale. Později se stejnému tématu věnoval v knize The Enemy I Knew: German Jews in the Allied Military in World War II. Dále je zakladatelem filmových společností Beach Street Educational Films Foundatio a Buddy Pictures. Rovněž je zpěvákem, nahrál i několik alb.